# Magwengiella expugnator
Magwengiella expugnator là một loài tò vò trong họ Ichneumonidae.